# Tipula ferocia
Tipula ferocia är en tvåvingeart som beskrevs av Alexander 1937. Tipula ferocia ingår i släktet Tipula och familjen storharkrankar. Inga underarter finns listade i Catalogue of Life.